# Stazione di Sant’Ilario Sangro
Stazione di Sant'Ilario Sangro vasútállomás Olaszországban, Castel di Sangro településen.

## Vasútvonalak
Az állomást az alábbi vasútvonalak érintik:
- Sulmona–Carpinone-vasútvonal

## Kapcsolódó állomások
A vasútállomáshoz az alábbi állomások vannak a legközelebb:
- Stazione di Alfedena-Scontrone
- Stazione di Roccaraso